# Criotettix shanglinensis
Criotettix shanglinensis är en insektsart som beskrevs av Deng, W.-a., Z. Zheng och S.-z. Wei 2007. Criotettix shanglinensis ingår i släktet Criotettix och familjen torngräshoppor. Inga underarter finns listade i Catalogue of Life.